# Grosz
Grosz (meervoud grosze) is de benaming voor de Poolse munt met een waarde van een honderdste van die van de Poolse złoty. 1 grosz is ongeveer 0,0025 euro. Er zijn muntstukken van 1, 2, 5, 10, 20 en 50 grosze.  Het woord "grosz" is afgeleid van "Groschen".